# Mistrzostwa Europy U-19 w Piłce Nożnej 2022
Mistrzostwa Europy do lat 19 w Piłce Nożnej 2022 – dziewiętnasty turniej mistrzostw Europy U-19 w piłce nożnej. Po raz pierwszy wydarzenie to rozgrywane było na Słowacji. Rozpoczęło się ono 18 czerwca, a zakończyło 1 lipca 2022 roku.
W turnieju mogli wystąpić jedynie zawodnicy, którzy spełniali wymagania dotyczące wieku. W latach 2020 i 2021 nie rozegrano mistrzostw z powodu pandemii COVID-19.

## Zakwalifikowane zespoły
Do finałowego turnieju zakwalifikowało się 8 drużyn. Oprócz Słowacji, która miała zapewniony start jako gospodarz, 7 innych zespołów uzyskało kwalifikację poprzez eliminacje.
| Reprezentacja | Sposób kwalifikacji             | Ostatni występ w ME U-19 | Najlepszy wynik w ME U-19      | Wynik                                                |
| ------------- | ------------------------------- | ------------------------ | ------------------------------ | ---------------------------------------------------- |
| Słowacja U-19 | gospodarz                       | 2002                     | Trzecie miejsce (2002)         | Faza Grupowa (baraż o miejsce na mundialu U-20 2023) |
| Izrael U-19   | Zwycięzca grupy 1 (Elite Round) | 2014                     | Faza Grupowa (2014)            | Finał                                                |
| Francja U-19  | Zwycięzca grupy 2 (Elite Round) | 2019                     | Mistrzostwo (2005, 2010, 2016) | Półfinał                                             |
| Anglia U-19   | Zwycięzca grupy 3 (Elite Round) | 2018                     | Mistrzostwo (2017)             | Mistrzostwo                                          |
| Rumunia U-19  | Zwycięzca grupy 4 (Elite Round) | 2011                     | Faza Grupowa (2011)            | Faza Grupowa                                         |
| Włochy U-19   | Zwycięzca grupy 5 (Elite Round) | 2019                     | Mistrzostwo (2003)             | Półfinał                                             |
| Serbia U-19   | Zwycięzca grupy 6 (Elite Round) | 2014                     | Mistrzostwo (2013)             | Faza Grupowa                                         |
| Austria U-19  | Zwycięzca grupy 7 (Elite Round) | 2016                     | Półfinał (2003, 2006, 2014)    | Faza Grupowa (baraż o miejsce na mundialu U-20 2023) |

## Sędziowie
| Imię i nazwisko       | Sędziowane spotkania |
| --------------------- | --- |
| Nathan Verboomen      | Włochy U-19 2:1 Rumunia U-19 (faza grupowa) Izrael U-19 4:2 Austria U-19 (faza grupowa) Słowacja U-19 1:0 Austria U-19 (baraż o MŚ U-20 2023) |
| Morten Krogh          | Słowacja U-19 0:5 Francja U-19 (faza grupowa) Anglia U-19 4:0 Serbia U-19 (faza grupowa) Francja U-19 1:2 Izrael U-19 (półfinał)              |
| Goga Kikaczeiszwili   | Słowacja U-19 0:1 Włochy U-19 (faza grupowa) Izrael U-19 0:1 Anglia U-19 (faza grupowa) Anglia U-19 2:1 Włochy U-19 (półfinał)                |
| Manfredas Lukjančukas | Rumunia U-19 0:1 Słowacja U-19 (faza grupowa) Anglia U-19 2:0 Austria U-19 (faza grupowa)                                                     |
| Matthew De Gabriele   | Rumunia U-19 1:2 Francja U-19 (faza grupowa) Austria U-19 3:2 Serbia U-19 (faza grupowa)                                                      |
| António Nobre         | Francja U-19 4:1 Włochy U-19 (faza grupowa) Serbia U-19 2:2 Izrael U-19 (faza grupowa) Izrael U-19 1:3 Anglia U-19 (finał)                    |

## Miasta i stadiony
Pięć stadionów w pięciu słowackich miastach było gospodarzami turnieju.
| Trnawa                                                   | Dunajská Streda                 |
| -------------------------------------------------------- | ------------------------------- |
| Štadión Antona Malatinského                              | MOL Aréna                       |
| Pojemność: 19 200                                        | Pojemność: 12 700               |
|                                                          |                                 |
| TrnawaDunajská StredaBańska BystrzycaŻar nad HronemSenec |                                 |
| Bańska Bystrzyca                                         | Żar nad Hronem                  |
| Štadión SNP                                              | Mestský štadión Žiar nad Hronom |
| Pojemność: 7 900                                         | Pojemność: 2 309                |
|                                                          |                                 |
| Senec                                                    |                                 |
| NTC Senec                                                |                                 |
| Pojemność: 3,264                                         |                                 |

## Faza grupowa
Do kolejnego etapu turnieju awansowały po dwie najlepsze drużyny z każdej grupy.
| Kryteria rozstrzygania kolejności zespołów w fazie grupowej |
| --- |
| Ranking drużyn w fazie grupowej ustalało się w następujący sposób: 1. Większa liczba punktów zdobytych we wszystkich meczach grupowych; 2. Większa liczba punktów zdobytych w meczach pomiędzy tymi drużynami; 3. Lepszy bilans zdobytych i straconych bramek w meczach pomiędzy tymi drużynami; 4. Większa liczba bramek zdobytych pomiędzy tymi drużynami; 5. Jeżeli po zastosowaniu kryteriów 1-4 pozostają drużyny, dla których nie rozstrzygnięto kolejności, kryteria 1-4 powtarza się z udziałem tylko tych drużyn, jeżeli kolejność jest nierozstrzygnięta, stosuje się dalsze punkty; 6. Lepszy bilans zdobytych i straconych bramek we wszystkich meczach grupowych; 7. Większa liczba bramek zdobytych we wszystkich meczach grupowych; 8. Klasyfikacja Fair Play turnieju finałowego: żółta kartka: −1 punkt; pośrednia czerwona kartka (druga żółta kartka): −3 punkty; bzpośrednia czerwona kartka: −3 punkty. 9. Współczynnik UEFA dla losowania rundy kwalifikacyjnej; 10. Losowanie. |

### Grupa A
| Zespół        | Pkt | M | W | R | P | Br+ | Br- | +/- |
| ------------- | --- | - | - | - | - | --- | --- | --- |
| Francja U-19  | 9   | 3 | 3 | 0 | 0 | 11  | 2   | +9  |
| Włochy U-19   | 6   | 3 | 2 | 0 | 1 | 4   | 5   | -1  |
| Słowacja U-19 | 3   | 3 | 1 | 0 | 2 | 1   | 6   | -5  |
| Rumunia U-19  | 0   | 3 | 0 | 0 | 3 | 2   | 5   | -3  |

| 18 czerwca 2022 17:30 CET | Słowacja U-19 | 0:5(0:2)Raport | Francja U-19 · 16' Tchaouna · 34', 59' Bonny · 57', 62' Virginius | Štadión Antona Malatinského, Trnawa Widzów: 5 238 Sędzia: Morten Krogh |
|                           |               |                |                                                                   |                                                                        |

| 18 czerwca 2022 20:00 CET | Włochy U-19 · Baldanzi 47' · Volpato 68' | 2:1(0:0)Raport | Rumunia U-19 · 53' Andronache | MOL Aréna, Dunajská Streda Widzów: 1 327 Sędzia: Nathan Verboomen |
|                           |                                          |                |                               |                                                                   |

| 21 czerwca 2022 17:30 CET | Słowacja U-19 | 0:1(0:1)Raport | Włochy U-19 · 33' Ambrosino | Štadión Antona Malatinského, Trnawa Widzów: 8 235 Sędzia: Goga Kikaczeiszwili |
|                           |               |                |                             |                                                                               |

| 21 czerwca 2022 20:00 CET | Rumunia U-19 · Coubiș 82' | 1:2(0:2)Raport | Francja U-19 · 12' Tchaouna · 20' Adeline | MOL Aréna, Dunajská Streda Widzów: 869 Sędzia: Matthew De Gabriele |
|                           |                           |                |                                           |                                                                    |

| 24 czerwca 2022 17:30 CET | Rumunia U-19 | 0:1(0:0)Raport | Słowacja U-19 · 90+5' Griger | Štadión Antona Malatinského, Trnawa Widzów: 3 485 Sędzia: Manfredas Lukjančukas |
|                           |              |                |                              |                                                                                 |

| 24 czerwca 2022 17:30 CET | Francja U-19 · Da Silva 24' · Tchaouna 37', 69' · Arconte 79' | 4:1(2:1)Raport | Włochy U-19 · 16' Volpato | MOL Aréna, Dunajská Streda Widzów: 2 137 Sędzia: António Nobre |
|                           |                                                               |                |                           |                                                                |

### Grupa B
| Zespół       | Pkt | M | W | R | P | Br+ | Br- | +/- |
| ------------ | --- | - | - | - | - | --- | --- | --- |
| Anglia U-19  | 9   | 3 | 3 | 0 | 0 | 7   | 0   | +7  |
| Izrael U-19  | 4   | 3 | 1 | 1 | 1 | 6   | 5   | +1  |
| Austria U-19 | 3   | 3 | 1 | 0 | 2 | 5   | 8   | -3  |
| Serbia U-19  | 1   | 3 | 0 | 1 | 2 | 4   | 9   | -5  |

| 19 czerwca 2022 17:30 CET | Serbia U-19 · Lazetić 8' · Leković 90+3' | 2:2(1:1)Raport | Izrael U-19 · 16' Gloukh · 74' Salman | Mestský štadión, Żar nad Hronem Widzów: 945 Sędzia: António Nobre |
|                           |                                          |                |                                       |                                                                   |

| 19 czerwca 2022 20:00 CET | Anglia U-19 · Chukwuemeka 43' · Devine 65' | 2:0(1:0)Raport | Austria U-19 | Štadión SNP, Bańska Bystrzyca Widzów: 1 537 Sędzia: Manfredas Lukjančukas |
|                           |                                            |                |              |                                                                           |

| 22 czerwca 2022 17:30 CET | Izrael U-19 · Abed 5' · Lugasi 29' · Madmon 52' (k) · Gloukh 54' | 4:2(2:1)Raport | Austria U-19 · 24' Jasic · 76' Demir | Mestský štadión, Żar nad Hronem Widzów: 1 026 Sędzia: Nathan Verboomen |
|                           |                                                                  |                |                                      |                                                                        |

| 22 czerwca 2022 20:00 CET | Anglia U-19 · Scarlett 5', 40' · Chukwuemeka 68' · Jebbison 90+1' | 4:0(2:0)Raport | Serbia U-19 | Štadión SNP, Bańska Bystrzyca Widzów: 2 569 Sędzia: Morten Krogh |
|                           |                                                                   |                |             |                                                                  |

| 25 czerwca 2022 20:00 CET | Izrael U-19 | 0:1(0:1)Raport | Anglia U-19 · 6' Delap | Mestský štadión, Żar nad Hronem Widzów: 933 Sędzia: Goga Kikaczeiszwili |
|                           |             |                |                        |                                                                         |

| 25 czerwca 2022 20:00 CET | Austria U-19 · Querfeld 25', 55' · Wallner 66' | 3:2(1:1)Raport | Serbia U-19 · 44' Lazetić · 88' Ratkov | Štadión SNP, Bańska Bystrzyca Widzów: 1 129 Sędzia: Matthew De Gabriele |
|                           |                                                |                |                                        |                                                                         |

## Faza pucharowa
W fazie pucharowej uczestniczyły 4 zespoły, które awansowały z fazy grupowej. Rozegrane zostały półfinały. Zwycięzcy tych spotkań zagrali o tytuł mistrzowski. W każdym ze spotkań fazy pucharowej mecz zakończony w regulaminowym czasie remisem musiał być rozstrzygnięty poprzez trzydziestominutową dogrywkę. Jeżeli wynik nadal pozostał nierozstrzygnięty, następowała seria rzutów karnych.
UWAGA: W nawiasach podane są wyniki po rzutach karnych.
|  | Półfinały                    | Półfinały   |                  |   | Finał | Finał |
|  |                              |             |                  |   |       |       |
|  | 28 czerwca – Dunajská Streda |             |                  |   |       |       |
|  |                              |             |                  |   |       |       |
|  | Francja U-19                 | 1           |                  |   |       |       |
|  | Francja U-19                 | 1           | 1 lipca – Trnawa |   |       |       |
|  | Izrael U-19                  | 2           |                  |   |       |       |
|  | Izrael U-19                  | 2           | Izrael U-19      | 1 |       |       |
|  | 28 czerwca – Trnawa          |             | Izrael U-19      | 1 |       |       |
|  |                              | Anglia U-19 | 3                |   |       |       |
|  | Anglia U-19                  | Anglia U-19 | 3                | 2 |       |       |
|  | Anglia U-19                  |             |                  | 2 |       |       |
|  | Włochy U-19                  | 1           |                  |   |       |       |
|  | Włochy U-19                  | 1           |                  |   |       |       |

### Baraż o udział w MŚ U-20 2023
| 28 czerwca 2022 17:00 CET | Słowacja U-19 · Kopásek 64' | 1:0(0:0)Raport | Austria U-19 | Štadión Antona Malatinského, Trnawa Widzów: 4 087 Sędzia: Nathan Verboomen |
|                           |                             |                |              |                                                                            |

### Półfinały
| 28 czerwca 2022 17:00 CET | Anglia U-19 · Scott 58' · Quansah 82' | 2:1(0:1)Raport | Włochy U-19 · 12' (k.) Miretti | NTC Senec, Senec Widzów: 897 Sędzia: Goga Kikaczeiszwili |
|                           |                                       |                |                                |                                                          |

| 28 czerwca 2022 20:00 CET | Francja U-19 · Virginius 62' | 1:2(0:1)Raport | Izrael U-19 · 29' (s.) Touré · 57' Kancepolsky | MOL Aréna, Dunajská Streda Widzów: 1 226 Sędzia: Morten Krogh |
|                           |                              |                |                                                |                                                               |

### Finał
| 1 lipca 2022 20:00 CET | Izrael U-19 · Gloukh 40' | 1:3 dogr.(1:0, 1:1)Raport | Anglia U-19 · 52' Doyle · 108' Chukwuemeka · 116' Ramsey | Štadión Antona Malatinského, Trnawa Widzów: 3 005 Sędzia: António Nobre |
|                        |                          |                           |                                                          |                                                                         |

## Strzelcy
Bramki z serii rzutów karnych nie są wliczane do klasyfikacji strzelców.

### 4 gole
- Loum Tchaouna

### 3 gole
- Carney Chukwuemeka
- Alan Virginius
- Oscar Gloukh

### 2 gole
- Dane Scarlett
- Leopold Querfeld
- Ange-Yoan Bonny
- Marko Lazetić
- Cristian Volpato

### 1 gol
- Liam Delap
- Alfie Devine
- Callum Doyle
- Daniel Jebbison
- Jarell Quansah
- Aaron Ramsey
- Alex Scott
- Yusuf Demir
- Adis Jasic
- Lukas Wallner
- Martin Adeline
- Taïryk Arconte
- Florent Da Silva
- Tai Abed
- El Yam Kancepolsky
- Ariel Lugasi
- Ilay Madmon
- Ahmed Salman
- Luca Andronache
- Andrei Coubiș
- Stefan Leković
- Petar Ratkov
- Adam Griger
- Samuel Kopásek
- Giuseppe Ambrosino
- Tommaso Baldanzi
- Fabio Miretti

### Gole samobójcze
- Isaak Touré (dla  Izrael U-19)

## Klasyfikacja końcowa
| Miejsce                        | Reprezentacja |
| ------------------------------ | ------------- |
| Strefa medalowa                |               |
| złoto                          | Anglia U-19   |
| srebro                         | Izrael U-19   |
| brąz                           | Francja U-19  |
| brąz                           | Włochy U-19   |
| Wyeliminowane w fazie grupowej |               |
| 5.                             | Słowacja U-19 |
| 6.                             | Austria U-19  |
| 7.                             | Serbia U-19   |
| 8.                             | Rumunia U-19  |